# Angelicina
Angelicina o Isopsoralen es una furanocumarina con fórmula C11H6O3. Se puede encontrar en la planta Bituminaria bituminosa.
Estructuralmente, puede considerarse como una benzapira-2-ona fusionada con una fracción de furano en la posición 7,8. Tiene un coeficiente de permeabilidad cutánea (LogKp) de -2,46. La absorción máxima se observa a 300 nm. El espectro 1HNMR está disponible; los espectros infrarrojo y de masas de la angelicina se pueden encontrar en esta base de datos. La sublimación de la angelicina se produce a 120 °C y a una presión de 0,13 Pa. La angelicina es una cumarina. 